# IFIA
Міжнародна федерація асоціацій винахідників (англ. International Federation of Inventors' Associations, IFIA) — некомерційна неурядова організація, заснована європейськими асоціаціями винахідників (Англія, Швеція, Норвегія, Франція, Нідерланди, Швейцарія і Німеччина) в 1968 році.
Є єдиною організацією, яка об'єднує асоціації винахідників по всьому світу та виступає представником їх інтересів. Повними членами організації є 66 країн, штаб-квартира організації знаходиться в Женеві, Швейцарія.
Першим представником України у IFIA (з 1994 року) був науковець-радіотехнік, доктор технічних наук, автор близько 70 винаходів Володимир Ігнатов.